# Араужу, Серафин Фернандис ди
Серафи́н Ферна́ндис ди Арау́жу (порт. Serafim Fernandes de Araújo; 13 августа 1924, Минас-Новас, Бразилия — 8 октября 2019, Белу-Оризонти, Бразилия) — бразильский кардинал. Титулярный епископ Веринополи и вспомогательный епископ Белу-Оризонти с 19 января 1959 по 22 ноября 1982. Коадъютор, с правом наследования, епархии Белу-Оризонти с 22 ноября 1982 по 5 февраля 1986. Архиепископ Белу-Оризонти с 5 февраля 1986 по 28 января 2004. Кардинал-священник с титулом церкви Сан-Луиджи-Мария-Гриньон-де-Монфор с 21 февраля 1998.